# Tragosoma depsarium
Tragosoma depsarium је ретка врста тврдокрилца (Coleoptera), из породице стрижибуба (Cerambycidae). Сврстана је у потпородицу Prioninae.

## Распрострањеност и станиште
Tragosoma depsarium насељава првенствено четинарске шуме. Ова врста има Холоарктичко распрострањење, распрострањена је у већем делу Европе и Сибира, среће се на Пиринејима и планини Олимп у Грчкој. У Централној Европи је пак једна од ређих врста стрижибуба, међутим, захваљујући употреби замки са полним феромонима, установљен је већи број популација у овом подручју. На подручју Србије је ова врста ретко бележена, у планинском региону Западне Србије.

## Опис
Тело ове врсте је релативно уско, црвенкастосмеђе до тамносмеђе боје и прекривено густим и кратким длачицама. Грудни сегмент поседује по један јак трн са стране. Покрилца са унутрашње стране на врху поседују мали трн, а антене су средње дужине, краће него код већине врста стрижибуба.

## Биологија
Развиће ларве траје барем 3 године, и дешава се у трулим, распадајућим и обореним стаблима четинарског дрвећа, углавном бора (Pinus spp.) и смрче (Picea abies). Ретко, ларва се може развијати и у пањевима посечених стабала или корењу. Улуткавање се дешава у стаблу којим су се ларве храниле, а одрасле јединке се најчешће срећу на деблима биљке хранитељке, и могу се пронаћи од краја јуна до августа. Одрасли примерци су активни током ноћи а преко дана се скривају.

## Галерија
- одрасла јединка
- одрасла јединка

## Статус заштите
Врста се налази на Европској црвеној листи сапроксилних тврдокрилаца.

## Синоними
- Cerambyx depsarius Linnaeus, 1767
- Prionus depsarius (Linnaeus, 1767)

- Tragosoma depsarius (Linnaeus, 1767) (misspelling)